# انجاورود (مقاطعة غيلانغرب)
انجاورود (بالفارسية: انجاورود) هي قرية تقع في قسم ديره الريفي (مقاطعة غيلانغرب) في إيران. يقدر عدد سكانها بـ 222 نسمة بحسب إحصاء 2016.